# Гай Октавий Ленат
Гай Октавий Ленат (на латински: Gaius Octavius Laenas) e политик и сенатор на ранната Римска империя.

## Биография
Произлиза от фамилията Октавии. Неговият син Октавий Ленат се жени за Рубелия Баса. Дъщеря му Сергия Плавтила се омъжва за Марк Кокцей Нерва и е майка на император Нерва.
През 33 г. Гай Октавий Ленат е суфектконсул заедно с Луций Салвий Отон. От 34 г. до 38 г. той е curator aquarum.
Октавий Ленат е вероятно прадядо на Сергий Октавий Ленат Понтиан (консул през 131 г.).